# Serhou Guirassy
Serhou Yadaly Guirassy (* 12. März 1996 in Arles, Frankreich) ist ein guineisch-französischer Fußballspieler. Der Stürmer steht in Deutschland bei Borussia Dortmund unter Vertrag. Er ist mehrmaliger französischer Nachwuchs- und guineischer A-Nationalspieler.

## Vereinskarriere

### Anfänge in Frankreich
Serhou Guirassy, Sohn guineischer Eltern, wurde in der südfranzösischen Stadt Arles geboren und wuchs in Montargis im Norden des Landes auf. Während seiner Jugendzeit spielte er abwechselnd für den Nachwuchs von USM Montargis und von J3 Amilly, dem Fußballklub aus der Nachbarstadt Amilly, bei der er unter anderem bis zur U12 spielte. Zwischen 2009 und 2010 spielte Guirassy erneut für J3 Amilly und trat dabei unter anderem in der Meisterschaft der unter 15-Jährigen für beide Teams in Erscheinung, wobei er 40 Tore in der U15-Meisterschaft erzielte. Danach absolvierte der Stürmer ein Probetraining bei der AJ Auxerre, wurde jedoch mit keinem Vertrag ausgestattet. Stattdessen wechselte er mit Saisonbeginn 2011/12 in den Nachwuchsbereich des französischen Zweitligisten Stade Laval, für den er zehn Tore in der U16-Mannschaft und weitere 20 Treffer im U19-Team erzielte.
In der Spielzeit 2013/2014 kam Guirassy zu seinen ersten Einsätzen im Herrenfußball. Er stand am 7. September 2013 in der Startaufstellung beim 5:1-Sieg des in der fünften Liga (CFA 2) spielenden Reserveteams gegen den La Vitréenne FC. Er erzielte in der 15. Minute den 1:0-Führungstreffer und wurde später durch Zdenko Bilać ersetzt. Nach einem weiteren Ligaeinsatz für das Reserveteam, das erst in der vorherigen Spielzeit aus der sechsten Liga aufgestiegen war, kam Guirassy im Oktober 2013 zu seinem Ligadebüt für das Profiteam beim 2:2 im Heimspiel gegen den Le Havre AC. Es folgten drei weitere Ligakurzeinsätze. Mit dem Team befand sich Guirassy unter der Führung des Trainers Philippe Hinschberger lange im Abstiegskampf und hielt unter dessen Nachfolger Denis Zanko auf dem 17. Tabellenrang rangierend die Klasse. Mit der Reserve wurde Guirassy, der nebenbei auch noch für die Nachwuchsabteilung des Vereins spielte, hingegen Tabellensechster. Er spielte zehnmal in der CFA 2 und steuerte sechs Treffer für sein Team bei.
In der Saison 2014/15 wurde der 18-Jährige im Angriff des französischen Zweitligisten häufig nominiert, wobei er zwischen Startelf und Bank pendelte. Mit sechs Ligatoren war er neben Mamadou Diallo bester Torschütze seines Teams in der zweiten Liga. Bald begannen sich auch andere französische Vereine für ihn zu interessieren, darunter die AS Saint-Étienne.
Im Juli 2015 verpflichtete ihn der Erstligist OSC Lille, wobei sein Vertrag bei Stade Laval noch ein Jahr gültig gewesen wäre. Zur Rückrunde der Saison 2015/16 wurde Guirassy, der in der Hinserie ohne Torerfolg geblieben war, an den Zweitligisten AJ Auxerre ausgeliehen, für den er bis Saisonende acht Treffer in 16 Ligaspielen erzielte.

### Europa League und 2. Bundesliga mit dem 1. FC Köln
Zur Saison 2016/17 wechselte Guirassy zum deutschen Bundesligisten 1. FC Köln, wo er einen Fünfjahresvertrag erhielt. Aufgrund einer Meniskusverletzung verpasste der Neuzugang den Saisonstart und in den ersten Spielen bildete sich unter Trainer Peter Stöger bereits ein erfolgreiches Sturmduo aus Anthony Modeste und Yūya Ōsako. Dem Guineer wurden also nur fünf Kurzeinsätze zuteil sowie vier Spiele von Beginn an in der Regionalliga. Muskuläre Probleme kosteten ihn dann letztendlich abgesehen von einem Bundesligaspiel die restliche Rückrunde. In seiner zweite Saison spielten Guirassy und die Kölner eine miserable Hinrunde, in der sie phasenweise fünfmal in Serie verloren und erst am 17. Spieltag einen Ligasieg erringen konnten. Zu diesem Zeitpunkt war die Offensive des 1. FC Köln die mit Abstand schlechteste, von den gerade einmal zehn Treffern hatte Guirassy deren vier erzielt. Erneute Verletzungen kosteten den Stürmer große Teile der Rückrunde, in welcher sich seine aktiven Mannschaftskameraden nicht mehr vom letzten Rang befreien konnten und beispielsweise mit 0:6 bei der TSG 1899 Hoffenheim verloren. Vor dem Jahreswechsel waren der Guineer und sein Verein bereits in der Gruppenphase der Europa League ausgeschieden. Guirassy ging mit Köln in die 2. Liga und spielte unter dem neuen Übungsleiter Markus Anfang am häufigsten auf dem linken Flügel, da im Sturm Simon Terodde und Jhon Cordoba eingeplant waren. Er beendete mit dem Team die Hinrunde auf dem 2. Platz, konnte aber nur zwei Tore zur Mannschaftsleistung beisteuern.

### Rückkehr nach Frankreich
Ende Januar 2019 verlieh der 1. FC Köln den Stürmer in seine Heimat in die Ligue 1 zum SC Amiens. Guirassy war im Verlauf der Rückserie als Stammspieler an vier wichtigen Treffern direkt beteiligt, mithilfe derer die nötigen Punkte gesammelt wurden, um knapp die Klasse zu halten. Darüber hinaus verpasste er drei Partien in Folge einer Rotsperre. Nach Ablauf des Leihvertrages griff in Folge des Verbleibs in der ersten Liga eine Klausel, wodurch die im Leihvertrag enthaltene Kaufoption über 5 Millionen Euro gezogen wurde. In der Spielzeit 2019/20 blieb Guirassy verletzungsfrei, schaffte aber erneut nicht den Durchbruch und stand am Saisonende bei zehn Toren. Mit Amiens blieb er ab dem 13. Spieltag sieglos und stieg mit dem Verein in die bereits bekannte Ligue 2 ab. Überraschenderweise wechselte der Guineer anschließend im Sommer 2020 für eine Ablöse von 15 Millionen Euro zu Stade Rennes, noch in der ersten französischen Liga spielend, wo er einen Vertrag bis 2025 unterschrieb. Mit Rennes bekam er erstmals die Chance, sich in der Champions League zu zeigen. Ihm gelangen in der Gruppenphase zwei Tore, allerdings schied er mit dem Team mit nur einem Punkt als Gruppenletzter aus. In der Liga spielte Guirassy seine bis dahin statistisch beste Saison und war zehnmal vor dem gegnerischen Tor erfolgreich. Sieben Treffer gelangen ihm allein in der Rückrunde, nachdem er sich erneut von einer mehrwöchigen Verletzung zurückkämpfen musste. Durch Platz 6 qualifizierte sich der Spieler mit Rennes erneut für den Europapokal, diesmal für die neu eingeführte Europa Conference League. Mit drei Scorerpunkten war Guirassy an drei entscheidenden Toren direkt beteiligt, welche letztendlich dafür sorgten, dass Rennes Gruppensieger wurde. Im Achtelfinale des Turniers scheiterten die Franzosen aber an Leicester City. In der Liga stand Guirassy nach Abschluss der Hinrunde bei nur einem Tor, kam überwiegend von der Bank und traf dann im Verlauf der Rückserie zweimal je zwei- und beim 6:1 gegen den FC Metz sogar dreimal.

### Vizemeisterschaft mit dem VfB Stuttgart
Zur Saison 2022/23 kehrte der Angreifer nach Deutschland zurück und wechselte zunächst leihweise zum Bundesligisten VfB Stuttgart. Dieser hatte mit Saša Kalajdžić einen seiner besten Torschützen verloren. Guirassy traf sowohl in der Liga wie auch im Pokal, in welchem das Halbfinale erreicht wurde, regelmäßig. In der Liga lag der VfB am Saisonende auf Rang 16 und musste gegen den Zweitligisten Hamburger SV in die Relegation. Stuttgart gewann mit 3:1 und 3:0 – Guirassy steuerte je ein Tor und einen Assist bei. Im Anschluss wurde er vom VfB fest verpflichtet. In der Saison 2023/24 erzielte Guirassy mit jedem seiner ersten acht Torschüsse einen Treffer. Mit 14 Toren in den ersten acht Spielen stellte er einen neuen Bundesliga-Rekord auf. Und auch im europäischen Vergleich setzte er damit Maßstäbe: Im 21. Jahrhundert erzielte in den fünf großen europäischen Ligen nur Cristiano Ronaldo mehr Tore an den ersten acht Spieltagen (15 für Real Madrid in der Saison 2014/15). Zudem stellte der Guineer in der Spielzeit 2023/24 einen neuen Vereinsrekord an Saisontoren auf, als er am 29. Spieltag sein 25. Saisontor erzielte und damit Rekordhalter Mario Gómez ablöste. Am Ende waren es 28 Bundesligatore in 28 Partien, hinzu kamen zwei im DFB-Pokal. Er war somit der zweitbeste Torschütze der Liga hinter Harry Kane vom FC Bayern München (36 Ligatore). 

### Internationales Parkett mit Borussia Dortmund
Im Juli 2024 unterschrieb Guirassy einen Vierjahresvertrag beim Ligakonkurrenten Borussia Dortmund. In seiner ersten Saison für den Vorjahresfünften bewies er schon in den ersten Monaten dem Portal Sky zufolge sowohl seine Führungsqualitäten wie auch seine internationale Klasse. Der Stürmer verdiente sich 43 Scorerpunkte, was beispielsweise an den ehemaligen Dortmunder Angreifer Erling Haaland denken ließ, und ihn mit Abstand zum besten Offensivakteur unter Trainer Nuri Şahin sowie dessen Nachfolger Niko Kovač machte. Guirassy traf fünfmal doppelt und in je einer Partie sogar drei- bzw. viermal, Letzteres gelang ihm beim 6:0-Heimsieg gegen Union Berlin. In der Bundesliga sorgten unter anderem seine sieben Treffer in den letzten sieben Spielen dafür, dass sich der BVB noch von Platz 11 bis auf Rang 4 vorschieben konnte, der die erneute Qualifikation zur Champions League bedeutete. Im Rahmen der Teilnahme Dortmunds an der Champions League 2024/25 hatte der Guineer mit neun Toren in der Ligaphase einen entscheidenden Anteil daran, dass seine Mannschaft die Finalrunde erreichte. Zu diesem Zeitpunkt war er mit Robert Lewandowski vom FC Barcelona der beste Torschütze des Turniers. Spieler und Verein schieden letztendlich im Viertelfinale gegen Lewandowskis Klub aus. Hatte man im Camp Nou noch mit 0:4 verloren, wurden die Katalanen im heimischen Westfalenstadion mit 3:1 besiegt, wobei alle drei Treffer durch Guirassy erzielt wurden. Nach Abschluss der Champions League wurde Guirassy gemeinsam mit Barcelonas Raphinha mit je 13 Toren als Torschützenkönig ausgezeichnet. Zuvor verdiente sich diese Auszeichnung im schwarz-gelben Trikot nur Erling Haaland. Im Rahmen der noch zur Pflichtspielsaison 2024/25 zählenden Klub-WM 2025 gelangte er im Juni/Juli 2025 mit dem BVB bis ins Viertelfinale, wo man Real Madrid unterlag. Der Stürmer hatte hierbei viermal getroffen, unter anderem zweimal beim 2:1 gegen den mexikanischen Teilnehmer CF Monterrey. Cheftrainer Kovač stellte in den letzten beiden Spielen der Klub-WM mit Karim Adeyemi wieder einen zweiten Stürmer neben Guirassy auf. Bereits im Endspurt der vergangenen Bundesligasaison beim Remis gegen den späteren Meister FC Bayern München hatte der Kroate dem Guineer Maximilian Beier zur Seite gestellt, wohingegen Guirassy im restlichen Saisonverlauf stets alleine das Sturmzentrum besetzte.

## Nationalmannschaftskarriere

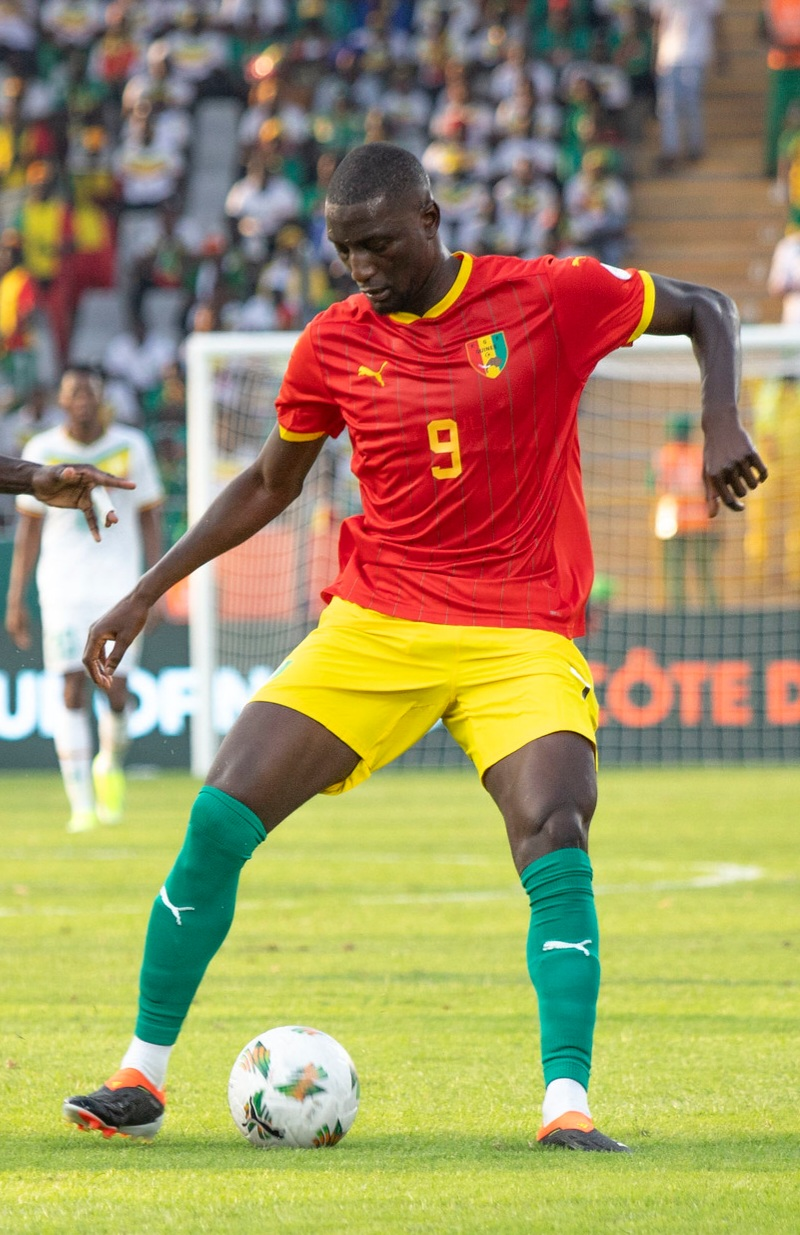
Guirassy mit Guinea beim Afrika-Cup 2024.

Zu seinen ersten Einsätzen in einer französischen Nachwuchsnationalmannschaft kam Guirassy am 17. Januar 2012 im Alter von 15 Jahren zehn Monaten und fünf Tagen für die U-16-Auswahl. In den nächsten fünf Tagen kam er auf weitere drei Länderspieleinsätze und einen Treffer, den er im zweiten Spiel gegen die Alterskollegen aus Belgien erzielte. Damit war auch seine Karriere beim U-16-Team vorbei; erst gegen Ende des Jahres 2014 kam er im U-19-Team wieder zum Einsatz.
Wie schon in der U-16-Mannschaft gab er auch beim U-19-Team unter Trainer Patrick Gonfalone sein Teamdebüt am 13. November 2014 beim 0:0 gegen die griechische U-19. Nach einigen Freundschaftsspielen und Qualifikationsspielen zur U-19-EM wurde in den französischen Kader für das Turnier berufen. Er erzielte in insgesamt elf Spielen sechs Tore für die U-19 und wurde anschließend in die französische U-20-Auswahl berufen.
2022 wechselte er den Verband und debütierte am 25. November 2022 beim 0:0 im Freundschaftsspiel gegen Südafrika für die A-Nationalmannschaft von Guinea. Sein erstes Länderspieltor für Guinea erzielte Guirassy am 17. Juni 2023 im RCDE Stadium in Barcelona gegen Brasilien, das Guinea jedoch 4:1 verlor.

## Auszeichnungen
- Torschützenkönig der UEFA Champions League: 2025 (13 Tore)
- Wahl in die VDV-11: 2023/24